# Sierras de Alcaparaín y Aguas
Sierras de Alcaparaín y Aguas este o arie protejată (arie specială de conservare — SAC, sit de importanță comunitară — SCI) din Spania întinsă pe o suprafață de 5.622,9 ha, integral pe uscat.

## Localizare
Centrul sitului Sierras de Alcaparaín y Aguas este situat la coordonatele 36°51′42″N 4°45′49″W / 36.8617°N 4.7637°V.

## Înființare
Situl Sierras de Alcaparaín y Aguas a fost declarat sit de importanță comunitară în decembrie 1997 pentru a proteja 2 specii de plante și 15 specii de animale. Situl a fost protejat și ca arie specială de conservare în ianuarie 2015.

## Biodiversitate
Situată în ecoregiunea mediteraneană, aria protejată conține 14 habitate naturale: Păduri de Quercus ilex și Quercus rotundifolia, Tufărișuri termo-mediteraneene și de pre-deșert, Pajiști umede mediteraneene cu ierburi înalte de Molinio-Holoschoenion, Galerii și tufărișuri riverane sudice (Nerio-Tamaricetea și Securinegion tinctoriae), Dehesas cu Quercus spp. perene, Lande oro-mediteraneene cu formațiuni endemice de grozamă, Peșteri inaccesibile publicului, Grohotișuri termofile și vest-mediteraneene, Păduri de Quercus suber, Râuri mediteraneene cu debit permanent și vegetație de Glaucium flavum, Pseudostepă cu ierburi și specii anuale de Thero-Brachypodietea, Pante stâncoase silicioase cu vegetație casmofită, Păduri de pin mediteraneene cu pini mezogeni endemici, Galerii de Salix alba și de Populus alba.
La baza desemnării sitului se află mai multe specii protejate:
- plante (2): Atropa baetica, Galium viridiflorum
- păsări (5): acvilă de munte (Aquila chrysaetos), Aquila fasciata, șoim călător (Falco peregrinus), vulturul pleșuv sur (Gyps fulvus), vultur egiptean (Neophron percnopterus)
- amfibieni (1): Discoglossus galganoi
- mamifere (7): vidră de râu (Lutra lutra), liliac cu aripi lungi (Miniopterus schreibersii), liliac cu urechi de șoarece (Myotis blythii), liliac cărămiziu (Myotis emarginatus), liliac comun (Myotis myotis), liliacul mediteranean cu potcoavă (Rhinolophus euryale), liliacul mare cu potcoavă (Rhinolophus ferrumequinum)
- nevertebrate (1): fluturele auriu (Euphydryas aurinia)
- reptile (1): Mauremys leprosa

Pe lângă speciile protejate, pe teritoriul sitului au mai fost identificate 31 de specii de plante, 2 specii de mamifere.